# Edward Dębicki

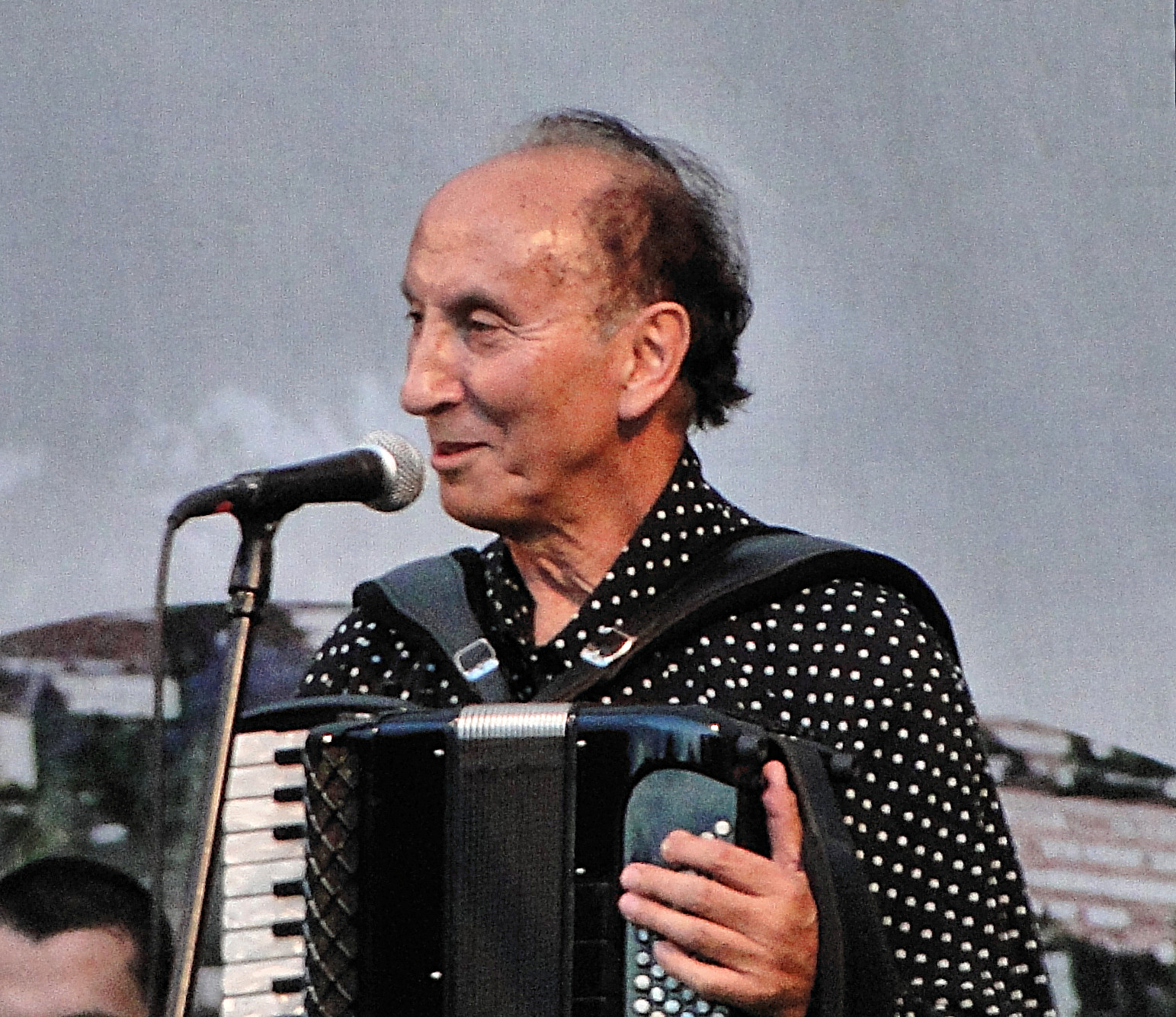
Edward Dębicki (2012)

Edward Dębicki (geboren 4. März 1935 in Kałusz) ist ein polnischer Musiker der Roma. 

## Leben
Edward Dębickis Eltern Franciszka Raczkowska und Władysław Krzyżanowski waren wandernde Musiker der polnischen Roma. Er wuchs im Gebiet der West-Ukraine auf, die bis 1939 zu Polen gehörte. Während des Zweiten Weltkriegs war die Familie einerseits von der rassistischen Verfolgung durch die deutschen Besatzer Polens bedroht und andererseits von den antipolnischen Ausschreitungen der ukrainischen Nationalisten. 
Nach Kriegsende wurde die Familie in Schlesien sesshaft. Er besuchte 1953 die Musikschulen in Gorzów Wielkopolski und Zielona Góra und gründete 1955 die Musikgruppe Kcham, in den 1960er Jahren  umbenannt in Terno. Dębicki leitete die Gruppe mit dem Akkordeon. Er komponierte an die zweihundert Lieder.  
Dębicki veröffentlichte 1993 einen Band Gedichte unter dem Titel Teł nango bolipen (Romani, polnisch Pod gołym niebem). Er schrieb 2004 den autobiografischen Roman Totenvogel. 

## Ehrungen
Er ist Ehrenbürger von Gorzów Wielkopolski und erhielt 2012 die Gloria-Artis-Medaille für kulturelle Verdienste.

## Werke (Auswahl)
- Teł nango boliben. Pod gołym niebem. Übersetzung Jerzy Ficowski. Stettin : Wydawn. Promocyjne "Albatros", 1993
- Ptak umarłyc. 2004
  - Totenvogel. Erinnerungen. Enthält auch Bronisława Wajs: Blutige Tränen. Was wir unter den Deutschen in Wolhynien im 43. und 44. Jahr erduldet. Übersetzung aus dem Polnischen Karin Wolff. Friedenauer Presse: Berlin 2018